# Marina Continental
La Marina Continental va ser la marina dels Estats Units durant la Guerra de la Independència dels Estats Units. Formada el 1775, la flota es va fer relativament substancial a través dels esforços del patró de la Marina Continental John Adams i el vigorós suport del Congrés davant d'una dura oposició, considerant les limitacions imposades als subministraments dels patriotes.
L'objectiu principal de la marina era interceptar els enviaments de subministraments britànics i generalment interrompre les operacions comercials marítimes britàniques. La flota inicial consistia en mercants convertits a causa de la manca de finançament, mà d'obra i recursos, amb el vaixells de guerra exclusivament dissenyats tan sols a les acaballes del conflicte. Els vaixells que van arribar a la mar van tenir èxit poques vegades i l'esforç va contribuir poc al resultat general de la guerra.
La flota va servir per ressaltar alguns exemples de resolució Continental, promocionant de forma notable el capità John Barry. Va proporcionar l'experiència necessària a una generació d'oficials que van seguir comandant en conflictes en els que es va veure involucrada la primera Marina dels Estats Units.
Acabada la guerra i amb la necessitat del govern federal de disposar de tot el capital disponible, el darrer vaixell de la Marina Continental, Alliance, va ser subhastat el 1785 a un licitador privat.
La Marina Continental és el primer establiment del que ara és la Marina dels Estats Units.